# Suchawa (województwo lubelskie)
Suchawa – wieś w Polsce położona w województwie lubelskim, w powiecie włodawskim, w gminie Wyryki.
| SIMC    | Nazwa         | Rodzaj    |
| ------- | ------------- | --------- |
| 0110898 | Krukowo       | osada     |
| 0110869 | Stara Suchawa | część wsi |
| 0110906 | Suchawa       | osada     |
| 0110875 | Zduchy        | część wsi |

W latach 1975–1998 miejscowość położona była w województwie chełmskim.
Wieś jest sołectwem w gminie Wyryki. Według Narodowego Spisu Powszechnego z roku 2011 wieś liczyła 329 mieszkańców.
22 sierpnia 2007 w Suchawie zmarł, w wyniku porażenia prądem, aktor Jacek Chmielnik, który miał tutaj dom letniskowy.
W Suchawie znajduje się zabytkowy cmentarz prawosławny z dawną cerkwią, użytkowaną obecnie (2012) jako filialna kaplica rzymskokatolicka parafii Najświętszego Serca Jezusowego we Włodawie. Obiekt ten uległ poważnym zniszczeniom wskutek pożaru w lipcu 2012.
W miejscowości działa założony w 1997 klub piłkarski LKS Agros Suchawa, który w sezonie 2024/2025 występuje w klasie A, gr. Chełm.